# كايوكو فوكوشي
كايوكو فوكوشي ((باليابانية: 福士 加代子)) (من مواليد 25 مارس 1982) هي عداءة المسافات الطويلة من اليابان.
شاركت في دورة الألعاب الآسيوية 2006 في الدوحة بقطر.

## روابط خارجية
- كايوكو فوكوشي على موقع الاتحاد الدولي لألعاب القوى (الإنجليزية)
- كايوكو فوكوشي على موقع الرابطة اليابانية لاتحادات ألعاب القوى (اليابانية)
- كايوكو فوكوشي على موقع اللجنة الأولمبية الدولية (الإنجليزية)
- كايوكو فوكوشي على موقع أوليمبيديا (الإنجليزية)